# إليانور دي غوزمان
إليانور دي غوزمان ولدت ليونور نونيز دي غوزمان بونكو دي ليون (1351-1310) كانت متزوجة من خوان دي فيلاسكو، ومن المعروف عنها بأنها كانت عشيقة ألفونسو الحادي عشر ملك قشتالة، وأيضا هي والدة الملك إنريكي الثاني ملك قشتالة.

## الحياة

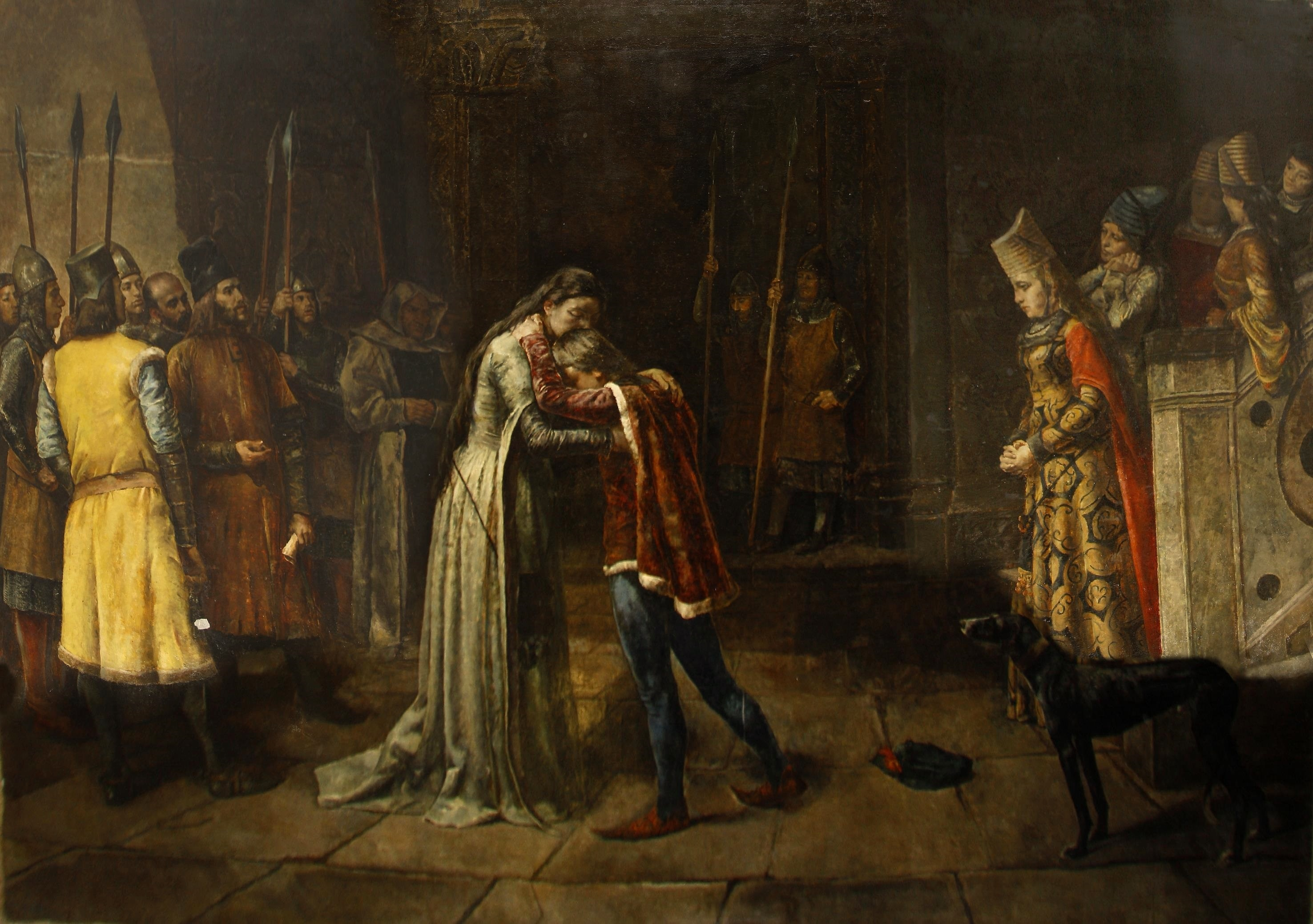
الوداع الأخير

كانت إليانور ابنة النبيل بيدرو نونيث دي غوزمان وزوجته بياتريس بونكو دي ليون، حفيدة الملك ألفونسو التاسع من ليون، تزوجت إليانور من خوان دي فيلاسكو.
توفي زوج إليانور عام 1328 في العشرين من عمره، بعد ذلك بوقت قصير في إشبيلية إلتقت الملك ألفونسو الحادي عشر، وسرعان ما أُعجب بجمالها بحيث جعلته عشيقها، بذلك أصبح يفضل إليانور على زوجته ماريا من البرتغال ابنة ألفونسو الرابع من البرتغال التي تزوجها في عام 1328. بعد ولادة ابن ماريا ووريثه في المستقبل بيدرو ملك قشتالة في عام 1334 هَجَرَ ألفونسو ماريا وعاش مع إليانور بدلاً من ذلك، الملكة أُذلت واستأت من زوجها الغير مخلص، وطلبت منه التوقف عن عرض العلنية لأفضلية لها، الملك لم يستجيب لتوسلات زوجته، وأعطى لـ إليانور مدن هويلفا وتوردسيلاس وشذونة بالإضافة إلى مُقتنيات أخرى. كما أنشأ قصر في إشبيلية حيث سمح لها أن تسمع القرارت السياسية، كانت اضطربات البلاط الملكي على نحو متزايد من سلوك ألفونسو، ونتيجة لذلك البابا تدخل عن طريق إجبار البرتغال لغزو قشتالة.
توفي الملك في 27 مارس 1350 وخلفه ولي العهد بيدرو وزوجته ماريا التي شغلت منصب الوصية، ماريا لم تنس الازدراء التي لا تعد ولا تحصى أنها تحملت بسبب عشق زوجها لعشيقته، وبذلك أصبحت متعطش لأنتقام ماريا سجنت إليانور، وأمرت في وقت لاحق بـ إعدامها في 1351 في القلعة عبد الرحمن الثالث في طلبيرة، وفاة إليانور أدت
إلى تفاقم الخلاف داخل العائلة المالكة، بحيث قام ابن إليانور إنريكي وابن ماريا بيدرو لمحاربة بعضهم البعض من أجل السيطرة على قشتالة، إنريكي نجح في نهاية المطاف وتوج نفسه ملك قشتالة وليون.

## الأبناء
- بيدرو ألفونسو، لورد أغيلار دي كامبو الأول (1330-1338).
- خوانا ألفونسو، ليدى تراتستامارا الأولى (مواليد 1330).
- سانشو ألفونسو، لورد ليديسما الأول (1331-1343).
- إنريكي الثاني ملك قشتالة، (1334-1379).
- فادريكي ألفونسو، فارس سانتياغو ولورد هارو الأول (1335-1358).
- فرناندو ألفونسو لورد ليديسما الثاني.
- تيلو ألفونسو لورد أغيلار دي كامبو الثاني (1337-1370).
- خوان ألفونسو لورد بطليوس الأول ولورد خيريز دي لا فرونتيرا (1341-1359).
- سانشو ألفونسو، كونت ألبوركويركي الأول (1342-1375).
- بيدرو ألفونسو (1345-1359).

كانت إليانور سلف مشترك لـ الملوك الكاثوليك، ثلاثة من أبناء إليانور هم إنريكي الثاني ملك قشتالة  وفادريكي ألفونسو  وسانشو ألفونسو، كونت ألبوركويركي  كانوا على حد سواء أسلاف لـ فرناندو الثاني من أراغون، بالإضافة إلى ذلك إيزابيلا الأولى من قشتالة زوجة فرناندو الثاني من أراغون تنحدر من كليهما إليانور وماريا ، على النحو التالي: حفيد إنريكي الثاني ملك قشتالة، إنريكي الثالث ملك قشتالة تزوج من حفيدة بيدرو ملك قشتالة "كاترين لانكاستر"وابنهما خوان الثاني ملك قشتالة هو والد إيزابيلا الأولى من قشتالة.